# 魏小鹏
魏小鹏（1959年6月—），男，辽宁大连人，中华人民共和国政治人物，曾任大连大学校长，大连理工大学党委书记，复旦大学党委书记。
2016年因涉全国人大代表拉票贿选案辞去辽宁省第十二届人大代表职务，2016年10月被免去复旦大学党委书记职务。